# Steelheads de Gary
Les Steelheads de Gary (en anglais : Gary Steelheads) était une franchise américaine de basket-ball de la United States Basketball League, fondée originellement en Continental Basketball Association. L'équipe était basée à Gary dans l'Indiana.

## Ligues disputées
- 2000-2001 : Continental Basketball Association puis International Basketball League
- 2001-2006 : Continental Basketball Association
- 2007 : United States Basketball League
- 2008 : International Basketball League

## Palmarès
- Finaliste de la CBA : 2006

## Entraîneurs successifs
- ? - ? :  Cliff Levingston

## Joueurs célèbres ou marquants
- Jemeil Rich